# ジャック・ビゼー
ジャック・ビゼー（Jacques Bizet 1872年7月10日 - 1922年11月3日）は、フランスの医師、実業家。小説家のマルセル・プルーストとの幼少期の友人関係により最も知られている。そのプルーストが没する15日前に自ら命を絶った。作曲家のジョルジュ・ビゼーを父に持ち、母はサロンを主催したジュヌヴィエーヴ・アレヴィ、評論家で歴史家のダニエル・アレヴィは従弟にあたる。

## 生涯
ビゼーはパリに生まれた。名前は祖父のジャック・アレヴィからとられた。
父の早すぎる突然の死が、彼の母に対するとりわけ親密な愛着を助長したかに思われる。母は1886年に裕福な弁護士で、熱心な美術蒐集家のエミール・ストロース（1844年-1929年）と再婚した。母と息子の近しい関係性は母の再婚によっても影響を受けなかったようである。ある文献によると、ある者がいったいどうして気難しくて頭髪の薄い弁護士と結婚したのかとジュヌヴィエーヴに尋ねたところ、彼女はそれが「彼を遠ざける唯一の方法」だったからだと答えたという。彼女は活気あふれる文学サロンを運営しており、それにより陥りがちになる抑鬱傾向から逃れられていた。その気質は息子にも遺伝していたようである。サロンを営んでいるということは、その少年が当時のパリの美術界、文学界の著名人の多くと知り合うということを意味する。父のジョルジュ・ビゼーは死亡した当時はほとんど無名の存在であったが、死後にその作品、とりわけオペラ『カルメン』が大成功を収めることになる。ジャックがマリー・パプ＝カルパンティエの定めたカリキュラムに沿った上流の小学校に上がる頃には、彼は有名作曲家の息子となっていた。従弟のダニエル・アレヴィも同時に同じ学校に入学した。大柄な少年だった彼はたちまち校内でいじめっ子へと変貌していった。2人よりも1年年長には小柄で弱そうな生徒がいた。マルセル・プルーストである。3人の少年はある意味で共通のバックグラウンドを共有していた。民族問題が社会、政治的に取りざたされるようになると、彼らは全員がユダヤ人ハーフと看做されるようになっていくが、にもかかわらず彼らの両親は全員が我が子にキリスト教の教会で洗礼を受けさせていたという点である。

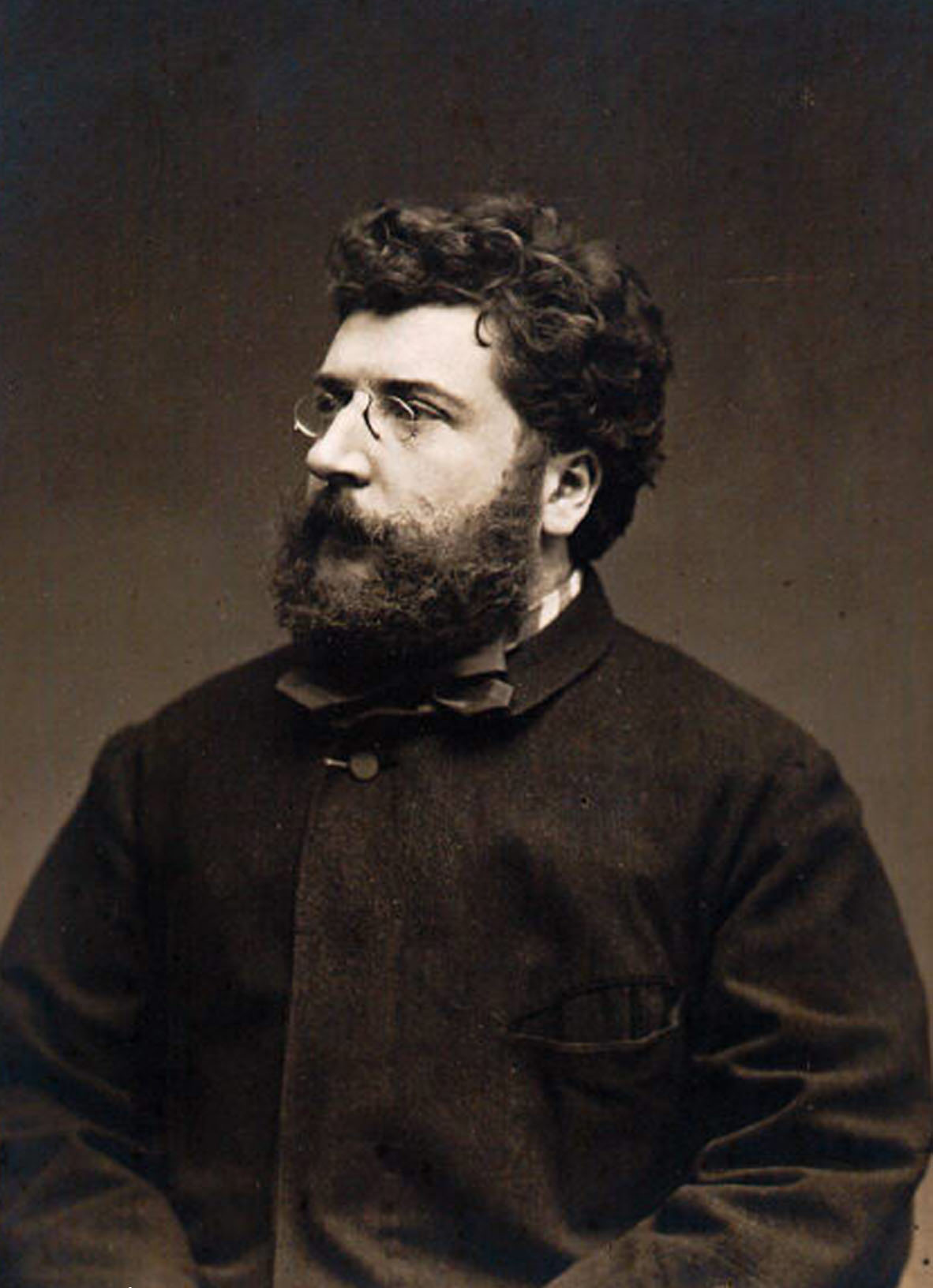
父ジョルジュ、エティエンヌ・カルジャ撮影、1875年

2人の従兄弟たちは中学への進学に名門のリセ・コンドルセを選んだ。当時の在校生で後に著名になる者にはロベール・ドレフュスやフェルナン・グレーグらがいた。また、1年上にはやはりマルセル・プルーストがいた。この従兄弟たちと将来の売れっ子作家の関係性は、プルーストの正直な同性愛によって揺らぐことになる。プルーストは従兄弟たちに対して連続して手紙を送り、自らの心情を率直に表明してみせたが、これに2人は衝撃を受けて動揺した。彼の恋愛感情が報いられることはなかった。直後に起こったことといえば、プルーストを標的としたビゼー、アレヴィ、そして彼らの取り巻きたちによる以前にも増したからかい、嫌がらせ、虐待だったらしい。アレヴィは日記の中で、彼自身同性愛に関するものだと気付いていたプルーストの詩について記している。そこで彼はプルーストが「誰よりも才能に恵まれている」と信じる一方で、その才能ある詩人は「若く、弱々しく、自分たちに足る少年ではない」と打ち明けている。ある時には、自分の息子と甥に対して同性愛的執着をみせるプルーストに苛立ったジュヌヴィエーヴが、自宅を兼ねていたサロンに彼を上げることを拒否している。

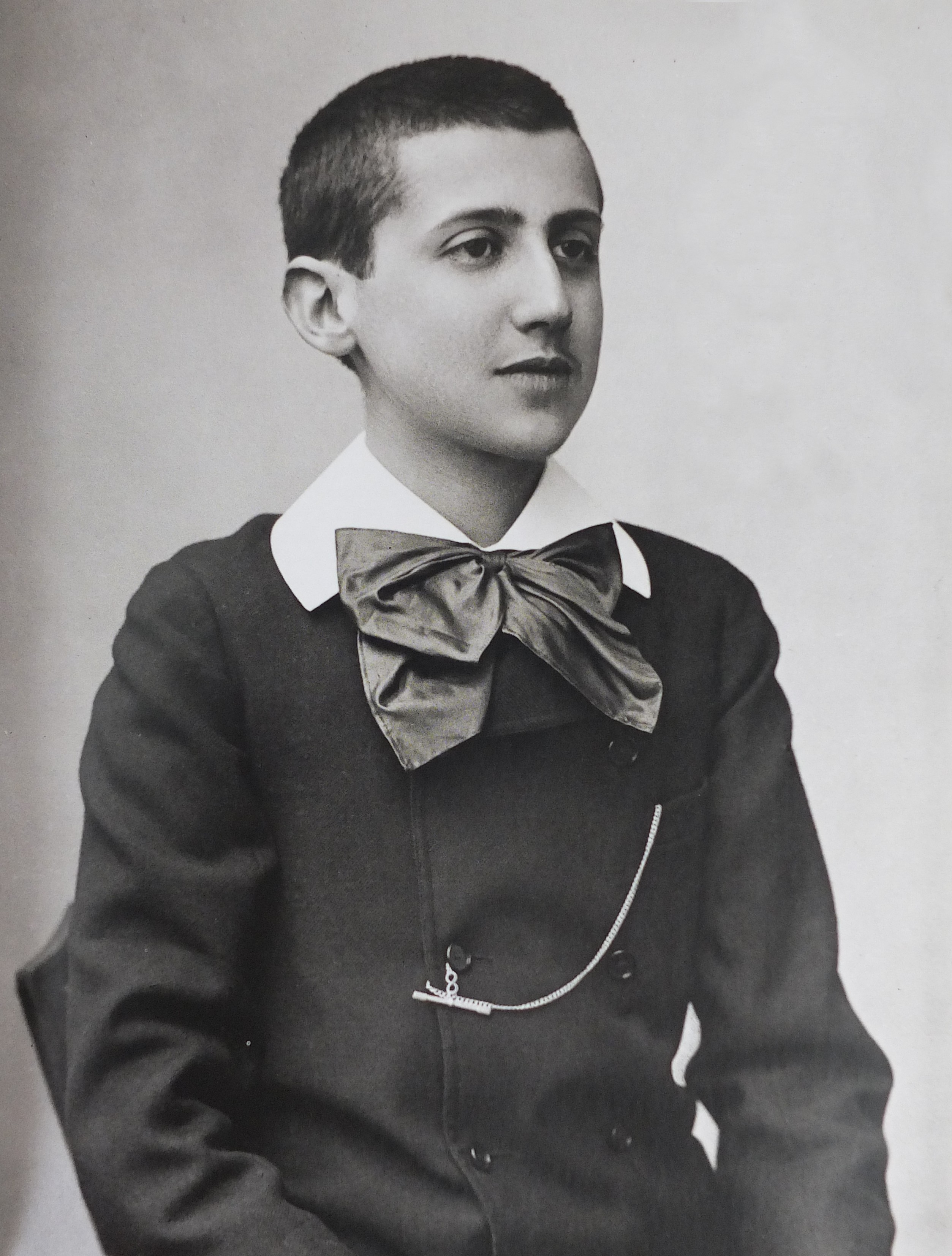
15歳のマルセル・プルースト、1887年3月24日。

そのような状況にありながらも、従兄弟たちとプルーストの関係をより前向きな方法で繋ぎとめる力も存在していた。物理的に惹かれるのに加えて、プルーストはアレヴィ家の繋がりになんらかの畏怖を抱いていたようであった。ダニエルの父であるリュドヴィク・アレヴィは多才な著作家、劇作家であり、当時のパリの知識人界隈での彼の名声はジョルジュ・ビゼーに匹敵するほどであった。また10代のプルーストが、自分がいかに学友やその家族の肉体的、精神的、行動的特徴を、彼が書き上げる小説の中で模倣、脚色、そして取り込むことができるのか、その程度を既に認識しつつあったということも十分にあり得る。アレヴィとビゼーの側では、プルーストの早熟かつ恐るべき才能に純粋に畏敬の念を抱いていた。家庭環境が彼らを文学への愛へと導いたのである。彼らはこの点において常に野望を抱いていた。学校を卒業するといじめはなくなった。少年たちは皆、パリの知識人たちの資本家階級世界で暮らす運命を辿る。プルーストとビゼーの友情は続いていくことになる。卒業前にアレヴィとビゼーは力を合わせて『Revue Verte』と『Revue Lilas』という、小規模な文学評論雑誌を刊行した。プルーストとグレーグも仲間に加わった。3年後にグレーグはもうひとつの評論雑誌『Le Banquet』を創刊し、1892年3月から1893年3月の間に月刊での発行を行った。そこにはガストン・アルマン・ド・カイヤヴェ、ロベール・ド・フレール、ダニエル・アレヴィ、マルセル・プルーストなど、20世紀の文学界を牽引する面々が寄稿者として名を連ねた。他にも、後にフランス首相となるレオン・ブルムも参加していた。ビゼーも多数の記事を執筆した。わずか1年での『Le Banquet』休刊は驚きをもたらした。いまだプルーストからの望まざる求愛を突き返していたビゼーは、1893年の暮れまでに医学生としてパリ大学に進学することになり、文学の世界からはいくらか距離を置かねばならなくなった。

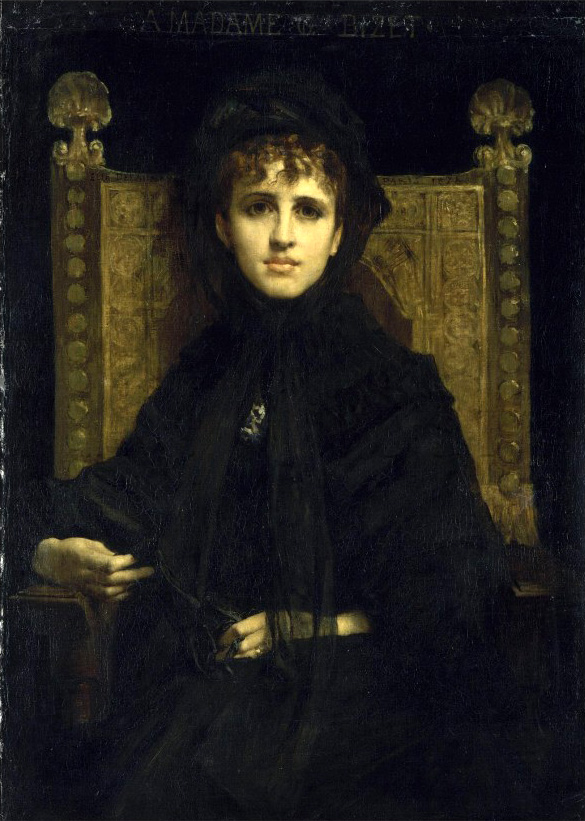
母ジュヌヴィエーヴ、ジュール＝エリー・ドローネー画、1878年。

医学の学びに入っても、ビゼーが完全に芸術分野から足を洗うということにはならなかった。2年次、そして最終学年には事態は進展し、彼はジャック＝エミール・ブランシュに仲間入りして影絵の評論を立ち上げた。この頃にはプルーストがジュヌヴィエーヴの家からの締め出しを解除されて長い時間が経過しており、彼は「文人」のひとりとして再びサロンにしばしば姿を現していた。複数人の専門家によると、彼はそこに自作の小説に登場させることになる人物像の豊かな蓄えを見出しており、彼らの習慣や特徴は必ずしも大きく改変されるわけではなかったという。政治的気運が高まる雰囲気の中、サロンは自然と熱心な親ドレフュスとなっていく。おそらくユダヤ人ハーフの女主人とユダヤ人であるその夫、ロチルドの異母兄弟とは認められないと頻繁に噂された人物から、主導権を奪おうとしていたのではあるまいか。エミール・ゾラが『オーロール』紙上に『私は弾劾する』との見出しとともに掲載した煽情的な公開書簡の発表から2日後の1898年1月15日、プルースト同様、ビゼーも呼応して『ル・タン』紙のドレフュス救済の嘆願に署名を行った。しかしながら、ドレフュス事件をきっかけとして政治的、社会的な偏りが生まれたことにより、その後ジュヌヴィエーヴのサロンの人気には翳りがみられるようになっていく。人々が事件に関し反対の立場を取る者の仲間であると思われることを避けた結果であった。数年後の1902年、ビゼーは挑発されて劇作家のアンドレ・ピカールとの決闘を行うことになってしまう。しかし、悲劇的な結末は辛くも避けられた。
その頃、自動車産業が盛りを迎えていた。1903年のフランスは世界を牽引する自動車生産国であり、アメリカ合衆国での生産台数が11,235台だったのに対してフランスの生産台数30,124台は世界全体の49%を占めていた。楽隊車に乗っていたビゼーは、ロチルド家が創始した巨大タクシー事業である「Taximètres Unic de Monaco」の支配人となった。プルーストはその会社にとって指折りの上客となり、ノルマンディーの田舎町まで長距離のタクシー旅を行った。そうした町が彼の著名な小説の舞台となった。プルーストがアルフレッド・アゴスチネリと知り合ったのもその結果である。アゴスチネリは1913年にタクシー運転手を辞めてプルーストの秘書、速記者に転身した人物である。一部の文献には、プルーストが恋愛感情によりこの任用を決定したのだと書くものもある。アゴスチネリが、小説『失われた時を求めて』の複数編で主要な役割を果たす登場人物のアルベルチーヌのモデルとなったと考えるのが一般的で、それ故にプルースト学者によっては重要人物である。

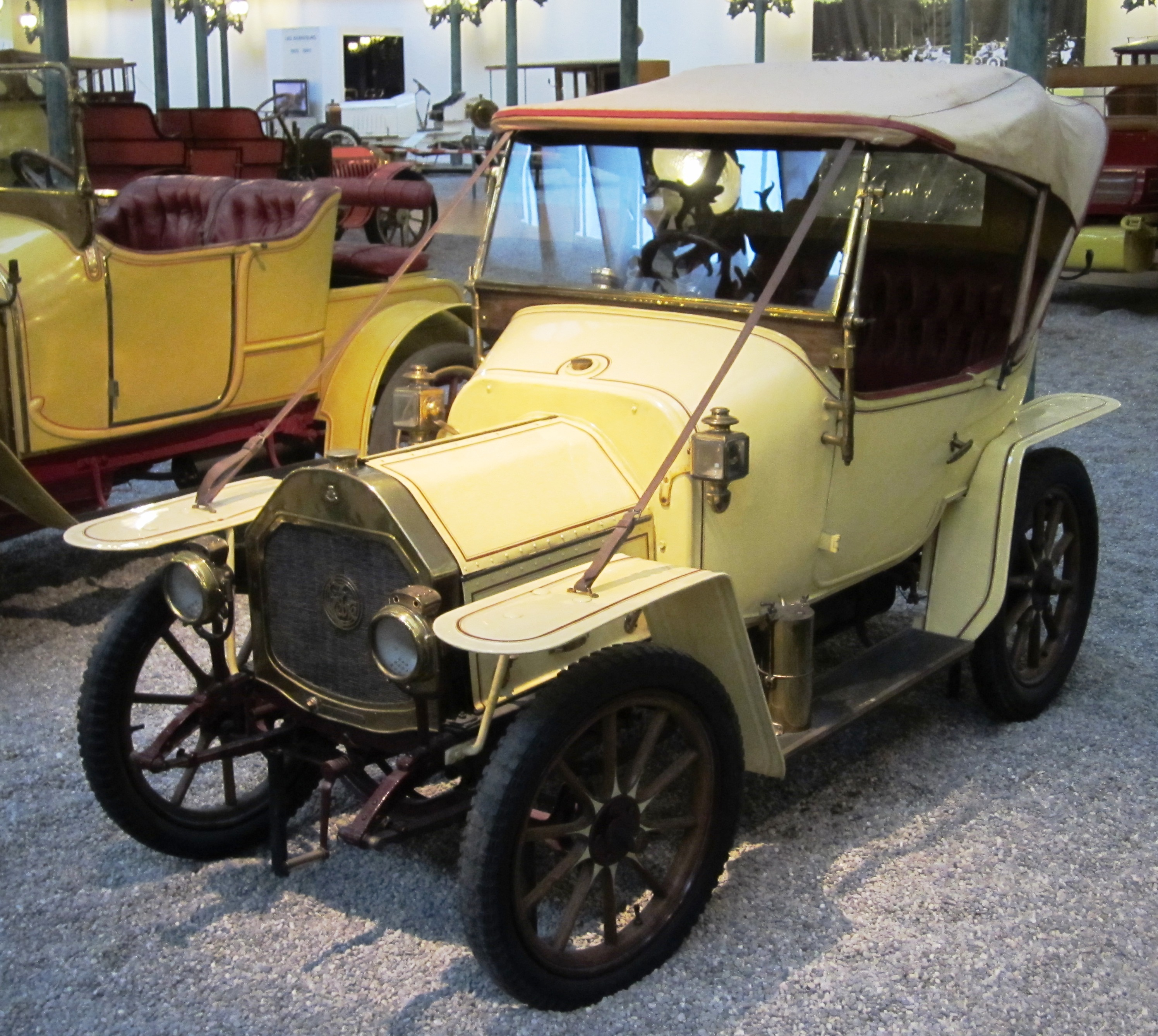
1913年製造のル・ゼーブルタイプA。

ビゼーはパリの自動車製造者のジョルジュ・リカールと共に働いていた。リカールはロチルド家から大型の出資を受けており、ビゼーにはロチルド家との家族ぐるみの付き合いがあると信じられていた。ある文献によると、ビゼーはリカールの自動車を販売する特約店を経営していたという。1905年にはこの2人と他の面々が協力し、ユニック社を設立した。ビゼーがジュール・サロモンに出会ったのはリカールを通じてのことであった。1909年にサロモンはリカールから独立して事業を立ち上げた。ビゼーも参画することになったサロモンの新たな自動車製造会社は、後世に知られるル・ゼーブルである。サロモンは技術者、起業者であり、ビゼーは事業への主要出資者であった。
その後の数年、ビゼーは次第に癇癪持ちとなっていった。1912年、劇場のホワイエでユベール・ド・ピエルドン伯爵と意見を違えた3日後、ビゼーは彼の顔面を平手打ちしてしまう。幸いにも、両者が後に残るような障害を負うことはなかった。第一次世界大戦の勃発から2年間、彼はサン＝マルタン病院で軍医を務めた。その後の戦中には軍需工場を経営した。

## 私生活
1898年6月1日、ビゼーは遠縁のいとこにあたるマドレーヌ・ブレゲ（Madeleine Breguet）とパリで結婚した。彼女は1900年10月15日に外科医で婦人科学者のサミュエル・ジャン・ポジの手術を受けて死亡してしまった。ポジはビゼーの母のかつての恋人だった。ビゼーは1904年にアリス・フランケル（Alice Franckel）と再婚する。これは両者にとって2度目の結婚であった。アリスはハンブルクの生まれで、彼女がいついかにしてパリに移ってきたのかはわかっていない。この結婚生活は1919年に離婚によって終わりを迎えた。
少なくともあるひとつの文献によると、ビゼーは自分が生まれ育った家庭環境に押しつぶされていたという。晩年の彼はアルコール依存とモルヒネ嗜癖に陥っていた。最後には愛人の絡む問題の末、自らの頭部を撃ち抜いて自殺した。これは生涯の友人であったプルーストが他界する2週間前のことであった。